# Palaung narodi
Palaung narodi, skupina sjevernih mon-khmerskih naroda nastanjenih u Burmi (Istočni) i Kini, Laosu i dijelovima Burme (Zapadni). Palaungski narodi govore dvadesetjednim jezikom, od čega Istočni Palaungi šest jezika koji pripadaju podskupinama Danau, Palaung i Riang, i Zapadni Palaungi petnaest jezika klasificiranih podskupinama Angku, Lamet i Wa. Cijela oba skupina nosi ime po narodu Palaung koji se dalje dijeli na Zlatne ili Shwe ili Ta-ang, Rumai, Riang-Lang i Srebrne ili Pale De'ang. Ostali Palaung narodi su Wa s nekoliko ogranaka (Parauk, Lawa, etc.) iz Burme, Tajlanda i Kine, Bulang ili Blang iz Kine, Con i Lamet iz Laosa, i Angku narodi iz Burme, Tajlanda, Kine i Laosa.

## Vanjske poveznice
- Palaungic Ethnolinguistics